# 姚足
姚足（1937年—）是一名前台灣乒乓球運動員，台中市人，臺中市立家事職業學校畢業，曾效力於合作金庫。丈夫莊進益也是合作金庫的乒乓球選手。初中時接受名將王友信指導，民國51年與陳月娥搭配獲得全省乒乓球錦標賽女子雙打冠軍，民國53年與李國定搭檔獲得混合雙打冠軍，民國57年與黃金好搭配獲得女子雙打冠軍，民國59年與劉松明搭檔獲得混合雙打冠軍，民國62年獲得女子單打冠軍。此外，於馬尼拉獲得1957年亞洲乒乓球錦標賽女子團體冠軍，也和陳寶貝、陳月、江彩雲共同奪得1958年亞洲運動會乒乓球女子團體銅牌。退役後在臺北市開設乒乓球俱樂部。